# 北寒教堂
北寒教堂又稱北寒天主堂，是歷史上位於中國山西太原教區（山西省太原市萬柏林區南寒街道南寒村）內的一座哥特式教堂，高40米，外形仿照巴黎聖母院大教堂。北寒教堂於1990年開始建設，2012年完工。2016-2017年期間，太原市人民政府打算對北寒村進行改造，2018年正式拆除教堂週邊建築。2022年8月25日，教堂被當地政府拆除。